# Rzeczy niezbędne
Rzeczy niezbędne – polski dramat psychologiczny z 2024 roku w reżyserii Kamili Tarabury. Adaptacja reportażu Katarzyny Surmiak-Domańskiej Mokradełko.

## Fabuła
Ada, ceniona dziennikarka, otrzymuje przesyłkę z dedykowaną jej autobiograficzną książką, opisującą traumę z dzieciństwa spowodowaną molestowaniem seksualnym przez ojca. Okazuje się, że autorką jest jej koleżanka z lat szkolnych, Roksana. Kobiety wyruszają w podróż do miasteczka, w którym dorastały, aby skonfrontować się z przeszłością i zamknąć niezałatwione sprawy, które kładą się cieniem na ich życiu. Na miejscu okazuje się jednak, że matka twardo strzeże rodzinnych tajemnic, utrzymując obraz idealnego męża i rodziny. Ada postanawia opisać tę skomplikowaną i intrygującą historię w reportażu, choć dla niej, tak naprawdę, temat Roksany nie jest tym najważniejszym w podróży. Sama też musi rozliczyć się z demonami przeszłości – to one nie pozwalają jej pójść naprzód w relacji z partnerem, z którym jest w zaawansowanej ciąży. Emocje między bohaterkami zagęszczają się, a Adzie coraz trudniej zachować dystans i ocenić, co jest kłamstwem, a co prawdą. 

## Obsada
- Katarzyna Warnke – Roksana
- Dagmara Domińczyk – Ada
- Małgorzata Hajewska-Krzysztofik – Karolina, matka Roksany
- Karol Pocheć – Bronek, kochanek Roksany
- Andrzej Konopka – Adam, mąż Roksany
- Piotr Żurawski – Tommy, partner Ady

## Produkcja
Zdjęcia kręcono w Hamburgu i Rybniku.

## Nagrody
- Festiwal Polskich Filmów Fabularnych w 2024 r. – Najlepszy debiut reżyserski lub drugi film - wyróżnienie[1], Szafirowe Lwy dla najlepszego filmu w konkursie „Perspektywy” oraz Nagroda firmy dr Irena Eris za „najodważniejsze spojrzenie”.[2]